# The Tortured Poets Department
The Tortured Poets Department (Tortured Poets или TTPD), — одиннадцатый студийный альбом американской певицы Тейлор Свифт, вышедший 19 апреля 2024 года на лейбле Republic Records. Свифт написала и спродюсировала альбом вместе с Джеком Антоноффом и Аароном Десснером. Свифт анонсировала альбом на 66-й ежегодной церемонии вручения премий «Грэмми» 4 февраля 2024 года, получив награду в номинации «Лучший вокальный поп-альбом» за свой десятый студийный альбом Midnights (2022).
Свифт задумала The Tortured Poets Department вскоре после завершения работы над Midnights и продолжила работу над ним во время Eras Tour (2023—2024), её продолжающегося шестого концертного тура. Назвав The Tortured Poets Department своим «спасательным кругом», Свифт восприняла его как кульминационный момент в сочинении песен. Выпущенный в виде двойного альбома, второй том альбома получил подзаголовок The Anthology, который был неожиданно выпущен через два часа после первого. Post Malone исполнил песню «Fortnight», которая была выпущена в качестве ведущего сингла, а Florence and the Machine — «Florida!!!». Визуально Свифт выбрала для альбома эстетику, близкую к мрачному академизму.
В музыкальном плане альбом представляет собой синти-поп со стилистикой рока и фолка, в котором синтезаторы и драм-машины используются наряду с живыми инструментами, такими как фортепиано и гитара. Тематика песен погружается в психику Свифт и анализирует её публичную и личную жизнь, смешивая печаль и юмор. Альбом вызвал неоднозначную реакцию критиков: большинство рецензий были положительными и хвалили авторские песни Свифт за катарсис и остроумие, в то время как остальные считали, что альбому не хватает лаконичности и глубины, присущих её прошлым работам.
В коммерческом плане альбом The Tortured Poets Department побил ряд рекордов в разных странах. В мире он набрал наибольшее количество потоков за один день для альбома на потоковых платформах Spotify, Apple Music и Amazon Music. В США дебютный тираж составил 2,6 млн альбомных единиц и продано за неделю больше виниловых пластинок, чем любого другого альбома за всю историю эры Soundscan (с 1991 года). Он стал самым быстро продаваемым альбомом десятилетия 2020-х годов в Великобритании и первым, а Свифт стала первой, кто своими песнями монополизировала 10 первых позиций австралийского чарта ARIA Singles Chart и все 14 верхних мест в Billboard Hot 100. Альбом возглавил хит-парады многих стран, включая Великобританию, Германию и США, где стал 14-м чарттоппером Свифт, одновременно с «Fortnight» на первом месте синглового чарта.
Свифт впервые исполнила несколько песен альбома на концерте The Eras Tour 9 мая 2024 года в Нантере (Париж, Франция).

## История
«Тейлор Свифт в очередной раз превратила боль и критику в искусство, превзойдя своё и без того астрономическое влияние на музыкальную индустрию артефактом, который заслуживает вечного прославления».

(«Taylor Swift has once again alchemised pain and criticism into art, surpassing her own already astronomical influence on the music industry with an artefact that deserves to be celebrated forever»).
Тейлор Свифт выпустила свой десятый студийный альбом Midnights 21 октября 2022 года, получив широкий коммерческий и критический успех. В 2023 году она также выпустила перезаписанные альбомы Speak Now (Taylor’s Version) и 1989 (Taylor’s Version) в рамках своего проекта перезаписи. Midnights был номинирован на шесть премий «Грэмми» на 66-й ежегодной церемонии вручения премий «Грэмми» 4 февраля 2024 года.
4 февраля, в день церемонии вручения премии «Грэмми», Свифт сообщила о выходе альбома, сменив фотографию своего профиля во всех социальных сетях на чёрно-белую версию уже существующей обложки альбома Midnights. Её поклонники предположили в сети, что Свифт готовится выпустить Reputation (Taylor’s Version), предстоящую перезапись её шестого студийного альбома Reputation (2017). Сайт Свифт, по-видимому, потерпел крах, на нём появился несуществующий код статуса HTTP 321, а также код ошибки «hneriergrd», который фанаты расшифровали как анаграмму, обозначающую «красная селёдка» (Red herring). В исходном коде сайта были обнаружены слова на иностранном языке.
Свифт посетила мероприятие и получила премию «Грэмми» за альбом года и лучший вокальный поп-альбом за Midnights. В своей речи по случаю получения последней награды она рассказала о новом студийном альбоме под названием The Tortured Poets Department и объявила дату его выхода; 19 апреля 2024 года. Она также заявила, что держала альбом в секрете в течение двух лет. Несколько дней спустя на открытии шестого концертного Eras Tour (2023—2024) в Токио Свифт рассказала, что если бы она не победила на «Грэмми», её запасной план состоял в том, чтобы анонсировать альбом именно тогда. Обложка альбома была опубликована на её аккаунтах в социальных сетях вместе с фотографией рукописной записки, которая гласила:
И вот я вступаю в свидетельское показание / Мой запятнанный герб / Мои музы, приобретённые как синяки / Мои талисманы и чары / Укусы любовных бомб / Мои вены из чёрных чернил / Все справедливо в любви и поэзии...

Искренне, Председатель отдела измученных поэтов
Альбом был доступен для предварительного заказа сразу же после публикации.
На следующий день, 5 февраля, Свифт опубликовала треклист на своих аккаунтах в социальных сетях, включая две совместные работы с американским рэпером Post Malone и английской инди-рок группой Florence + the Machine на «Fortnight» и «Florida!!!», соответственно, позже фронтвумен Флоренс Уэлч, выложила треклист в свой Instagram с подписью «Глава департамента домов с привидениями» (англ. Department Head of Haunted Houses). Четыре физических издания альбома, каждое из которых имеет название и содержит бонус-трек, а именно «The Manuscript», «The Bolter», «The Albatross» и «The Black Dog», также были доступны для покупки; Свифт анонсировала три последних издания во время азиатско-тихоокеанского этапа тура Eras Tour, своего шестого хедлайнерского концертного тура. Коллекционное издание в виде делюксового компакт-диска альбома было распродано на её сайте за первые два часа после появления.
18 марта 2024 года Свифт внесла альбом для предварительного релиза на Apple Music. Записка, написанная от руки, была включена в видеоклип к альбому и заняла первое место в чарте iTunes Music Video в США.

## Релиз и продвижение
The Tortured Poets Department был выпущен 19 апреля 2024 года, во время Национального месяца поэзии. Издание двойного альбома с подзаголовком The Anthology и 15 бонус-треками было неожиданно выпущено двумя часами позже в тот же день. Продажи альбома The Tortured Poets Department были подкреплены его доступностью в 19 различных физических форматах (девять CD, шесть виниловых LP и четыре компакт-кассетных вариантов, причем четыре из них продавались исключительно в магазинах Target) и двумя вариантами цифрового скачивания (стандартный 16-песенный альбом и неожиданное делюксовое 31-песенное издание, которое было выпущено через два часа после выхода оригинального альбома).
В рамках продвижения альбома была запущен именной радиоканал на Sirius XM «Channel 13 (Taylors Version)», в социальных сетях артистки размещались пасхалки к будущим песням.
Радиостанция iHeartRadio, которая временно провела ребрендинг под названием iHeartTaylor, также объявила о специальных программах, посвящённых альбому и включающих эксклюзивный контент от Свифт.
Свифт изменила сет-лист тура Eras Tour с мая 2024 года, когда начались концерты в Париже, включив в него песни из альбома The Tortured Poets в новом акте. Она неформально описала его как «Мюзикл о женской ярости».
В мае и июне 2024 года Свифт выпустила несколько ограниченных изданий альбома. Лимитированные CD-издания включали акустические версии песен «But Daddy I Love Him», «Down Bad» или «Guilty as Sin?» в качестве бонус-трека. Лимитированные цифровые варианты содержали по одной из «черновых записей телефонных мемозаписок» либо «The Black Dog», «Cassandra» или «Who’s Afraid of Little Old Me?». Живые исполнения «Loml», «My Boy Only Breaks His Favorite Toys» и «The Alchemy» / «Treacherous» на парижском шоу тура «Eras Tour» были записаны и выпущены как часть трёх последующих цифровых альбомов с ограниченным временем. Все эти варианты продавались исключительно через сайт Свифт для покупателей в США.
The Anthology был впервые выпущен на виниле (на четырёх полупрозрачных дисках) и CD 29 ноября 2024 года в Чёрную пятницу (день рождественских распродаж).

## Концепция
Свифт приступила к созданию The Tortured Poets Department сразу после того, как представила Midnights своему звукозаписывающему лейблу Republic Records, и продолжала работать над альбомом втайне на протяжении всего американского этапа Eras Tour.
Свифт назвала The Tortured Poets Department «спасательным кругом» — альбомом, который ей было «очень нужно» записать. По словам Свифт, создание альбома доказало ей, насколько важную роль играет сочинение песен в её жизни. Она заявила: «У меня никогда не было альбома, в котором я нуждалась бы в написании песен больше, чем в Tortured Poets».
5 апреля 2024 года Apple Music опубликовала пять плейлистов, составленных Свифт, каждый из которых был назван по лирике The Tortured Poets Department и тематически вдохновлён определённой фазой душевной боли — отрицание, гнев, торг, депрессия и принятие. Каждый плейлист состоял из песен из предыдущих альбомов Свифт, которые соответствовали соответствующим темам, и отдельных аудиосообщений, объясняющих эти темы.

## Музыка и тексты
The Tortured Poets Department состоит из шестнадцати стандартных песен и включает в себя два гостевых выступления — американского рэпера Post Malone в лид-сингле «Fortnight» и английской инди-рок группы Florence and the Machine, возглавляемой певицей Флоренс Уэлч, в песне «Florida!!!». Альбом был в основном написан Свифт совместно с давними соавторами Джеком Антоноффом и Аароном Десснером; Уэлч и Malone также написали свои совместные работы со Свифт. Billboard считает, что The Tortured Poets Department создан по образцу пяти стадий горя — психологической теории, предложенной швейцарско-американским психиатром Элизабет Кюблер-Росс в 1969 году, как предполагали некоторые поклонники, с «заведомо беспорядочным, дико откровенным» написанием песен. Для The Tortured Poets Department также характерно чувство метассылок, четвёртой стены и самоанализа; журналист Business Insider Кэлли Алгрим назвала содержание альбома «самым беспорядочным и забавным», Пол Бриджуотер из The Line of Best Fit отметил скрытые темы гнева и скорби, а Дэвид Оливер из USA Today — тему смерти. Некоторые критики утверждали, что альбом носит автобиографический характер, но Шаад Д’Соуза из Pitchfork утверждал, что он находится на грани между исповедальным и вымышленным повествованием. Хотя в основе альбома лежат автобиографические песни с исповедальными повествованиями и перспективой от первого лица, некоторые песни не являются строго самореферентными и используют вымышленные элементы.
По мнению критиков, The Tortured Poets Department — это прежде всего синти-поп альбом, в котором среднетемповая продукция включает в себя заметные синтезаторы и драм-машины. В нескольких треках звучит более приглушённый инструментарий, в основе которого лежит фортепиано или гитары со стилистикой рок и фолк-музыки. Свифт в основном поёт в нижнем регистре, исполняя разговорные куплеты, похожие на рэп.
Критики сочли музыку минималистичной; Игорь Банников из PopMatters охарактеризовал её как «упрощённую, indie-ish, и почти приглушённую».
Алексис Петридис из The Guardian написал, что его звучание находится «между глянцевой поп-роковой музыкой 1980-х годов из альбома 1989 и малопонятной недосказанностью Midnights». Элли Робертс из The Arts Desk также отметила, что сборник из 31 трека «сочетает в себе нежные мелодии предыдущих альбомов Folklore и Evermore, душераздирающий хаос Red, прохладный синти-поп Midnights, а также чрезвычайную уязвимость и сложное повествование, присущие всей её дискографии». Аналогичным образом Кэлли Алгрим из Insider назвала этот диск поп-альбомом с «прямолинейным роковым» звучанием. Энн Пауэрс из NPR написала: «Здесь есть разговорные куплеты в стиле рэп, достигающие припевы, нежные фортепианные размышления, обморочные синти-биты». Пишущий для The Times Уилл Ходжкинсон описал альбом как смесь синти-попа, пауэр-баллад 1980-х и «эмоционального AOR Стиви Никс». Крис Уиллман из Variety считает, что альбом «похож на синти-поп Midnights, из которого вычеркнута большая часть приятного настроения; или на менее акустические моменты Folklore и Evermore, в которых снова присутствует её склонность к чистой автобиографии».
По мнению The Economic Times, альбом «преимущественно исследует непредсказуемую природу любви, ставя под сомнение безумие привязки нашего существования к чувствам, которые могут исчезнуть в одно мгновение». В то время как The Conversation описал тексты альбома как «эйфорический отказ от общественных ожиданий».
Хотя альбом основан на автобиографических песнях с исповедальными повествованиями и перспективой от первого лица, некоторые песни не являются строго самореферентными и используют вымышленные элементы. По словам литературного критика и поэтессы Стефани Берт, название альбома вызывает европейский архетип poète maudit («проклятый поэт») саморазрушительных поэтов, страдавших от любви, таких как Артюр Рембо, Шарль Бодлер или Дилан Томас. Берт утверждала, что Свифт одновременно принимает и отвергает этот архетип, признавая свои самые сильные эмоции от разбитого сердца, но при этом высмеивая их с помощью «колючих слов, острых хуков и саркастических ответов».
Одна из песен альбома («Clara Bow») названа в честь Клары Боу, знаменитой актрисы немого кино и секс-символа 1920-х годов, которая скончалась в 1965 году в возрасте 60 лет. В интервью журналу People правнучки иконы кино Николь Сиснерос и Бриттани Грейс Белл, обе давние свифтис, рассказали, что они были так же озадачены, как и все остальные, увидев имя своей прабабушки под номером 16 в списке песен Tortured Poets. «Они обе были пионерами в своей области», — сказала Белл, а Сиснерос добавила, что «Её упорство в сосредоточении на своей карьере очень похоже на Тейлор».
Два трека с альбома, «The Alchemy» и «So High School», предположительно были написаны о её бойфренде Трэвисе Келсе, особенно с отсылками к его карьере в американском футболе.

### The Anthology
Вторая часть двойного альбома, озаглавленная The Anthology, состоит в основном из фолк-поп-фортепианных баллад. Десснер спродюсировал большую часть второго тома, инструментарием которого стали акустическая гитара, мягкое фортепиано и тонкие синтезаторы. По словам Марка Сэвиджа из BBC, вторая половина альбома отличается более «спокойным» акустическим, фолковым звучанием, напоминающим альбомы Свифт 2020 года Folklore и Evermore и это замечание разделила Мэри Кейт Карр из The A.V. Club. Нил Маккормик из The Daily Telegraph утверждает, что более мягкое звучание позволяет добиться большей тонкости в текстах песен, в которых Свифт исследует характеры своих персонажей («Cassandra», «Peter», «Robin») и занимается самоанализом («The Albatross», «The Bolter», «I Look in People’s Windows», «I Hate It Here»).

## Название и оформление обложки

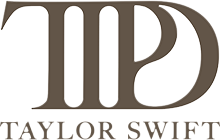
Официальный логотип альбома содержит его сокращённое название

Альбом также известен под укороченным названием Tortured Poets или сокращённо TTPD, а также соответствующий этой аббревиатуре логотип.
Отсутствие апострофа в официальном названии, как в The Tortured Poets’ Department, стало предметом споров о грамматической правильности. Учёные заявили, что Свифт использовала «Tortured Poets» как атрибутивное существительное, как в случае с драматическим фильмом 1989 года «Общество мёртвых поэтов» (Dead Poets Society), а не как притяжательное существительное, которое должно было бы содержать апостроф.
На обложке альбома The Tortured Poets Department, сфотографированной Бет Гаррабрант изображена гламурная чёрно-белая фигура Свифт, лежащей на кровати в чёрном нижнем бельё: прозрачном топе и шортах с высокой талией. По словам стилиста Свифт, она была одета в одежду брендов The Row (Мэри-Кейт и Эшли Олсен) и Yves Saint Laurent. Изображение на задней обложке альбома содержит слова «Я люблю тебя, но это разрушает мою жизнь» (англ. I love you, it's ruining my life). Как обложка, так и название были спародированы многочисленными брендами, организациями, спортивными командами и франшизами. Альбом в целом имеет эстетику тёмного академизма.

## Отзывы
| Совокупная оценка    | Совокупная оценка |
| Источник             | Оценка            |
| -------------------- | ----------------- |
| AnyDecentMusic?      | 7.5/10            |
| Metacritic           | 76/100            |
| Оценки критиков      |                   |
| Источник             | Оценка            |
| Clash                | 8/10              |
| The Daily Telegraph  | [ 53 ]            |
| The Guardian         | [ 66 ]            |
| The Independent      | [ 52 ]            |
| The Line of Best Fit | 8/10              |
| NME                  | [ 57 ]            |
| The Observer         | [ 97 ]            |
| Pitchfork            | 6.6/10            |
| Rolling Stone        | [ e ]             |
| Slant Magazine       | [ 63 ]            |
| The Times            | [ 100 ]           |
| AllMusic             | [ 101 ]           |

Согласно агрегатору рецензий Metacritic альбом The Tortured Poets Department получил «в целом благоприятные отзывы» со средневзвешенной оценкой 76 из 100 на основании 24 оценок критиков. В зависимости от оценки, издания считали консенсус критиков либо положительным, либо смешанным.
Ряд критиков назвали альбом знаковым в дискографии Свифт. Такие обозреватели как Хелен Браун из The Independent, Элли Робертс из The Arts Desk, Дэн Кэрнс из The Times и Уилл Харрис из Q назвали альбом одним из самых солидных творений Свифт, похвалив его музыкальную композицию, вокальные стили и лирическую тональность за то, что они считают вкусом, амбициозностью и квинтэссенцией Свифт. В частности, Крис Уиллман из Variety назвал его «самым Тейлор Свифтовским» («Taylor Swift-est») альбомом Свифт, а Китти Эмпайр из The Observer считает его «самым свифтианским» («most Swiftian») альбомом Свифт. В рецензиях часто отмечается сложные композиции Свифт. Бриджуотер назвал его самым цельным произведением Свифт на сегодняшний день, найдя музыку утончённой, а лирику символичной. Людовик Хантер-Тилни из Financial Times высказал мнение, что альбом демонстрирует эволюцию её стиля, варьирующегося от «очаровательно пошлого» до «настроенчески мелодраматичного», похвалив сочинение и «характерно привлекательный поворот» Свифт.
Атмосфера и несдерживаемая эмоциональность текстов также были источником комплиментов. Роб Шеффилд в своей пятизвёздочной рецензии для журнала Rolling Stone описал альбом самым личным, «дико амбициозным и славно хаотичным» проектом Свифт. Крис Уиллман из Variety согласился с ним, назвав его «дерзким, завораживающим» проектом, который сочетает в себе «ум и катарсис». Редактор Billboard Джейсон Липшутц считает, что «безудержные эмоции и неопрятный драматизм» являются основой альбома. Алексис Петридис из The Guardian отметил, что альбом может похвастаться остроумными, «самыми резкими» текстами Свифт, а также нюансами музыкального оформления, которые показывают, что она «готова идти на риск в эпоху, когда поп-музыка не склонна к риску», а Алекс Хоппер из American Songwriter добавил, что и «постоянно развиваться и расширять свои границы». В более взвешенной рецензии на лирические достоинства альбома Оливия Хорн из Pitchfork отметила, что тексты не «несут в себе всеобъемлющей эмоциональной правды, склонны скорее душить, чем жалить».
Лорен Уэбб из Clash назвала альбом «околдовывающей, токсичной, хаотичной иллюстрацией того, как выглядит плавание в дрейфе и потеря себя». Критик Мэри Сироки из Consequence отнеслась к альбому пренебрежительно, сочтя такой стиль лирики временами раздражающим и «откровенно извращённым», и посчитала альбом попыткой «самопародии» Свифт, а не демонстрацией её авторского мастерства.
Некоторые критики утверждали, что сотрудничество Свифт и Антоноффа над The Tortured Poets Department привело к слишком знакомому звучанию их прежней музыки, которое получилось неизобретательным, о чём писали Линдси Золадз в The New York Times, Лора Моллой в своей смешанной рецензии в NME. Том Брейхан из Stereogum предположил, что это «зона эстетического комфорта» Свифт. Аманда Петрусич The New Yorker предпочла вклад Десснера как «более мягкий, более нежный и более удивительный». Марк Сэвидж из BBC также выразил недовольство тем, что «[вокальные] манеры Свифт стали слишком привычными». Мэри Кейт Карр из The A.V. Club утверждает, что, несмотря на то, что это «совершенно хороший альбом», The Tortured Poets Department появился в то время, когда Свифт «нечего доказывать», что привело к застою в её творчестве; эту мысль разделяет и анонимная негативная рецензия Paste, в которой альбом критикуется как поспешный, пустой и нерелевантный.
Sputnikmusic утверждал, что, хотя даунтемпо-музыка может свидетельствовать о творческом застое, альбом является скорее эмоциональной эволюцией Свифт, чем звуковой. Другие, такие как Линдси Золадз из The New York Times, Джонатан Киф из Slant Magazine и Алекс Хадсон из Exclaim!, сочли тексты альбома слабыми и переписанными; Хадсон заявил, что многие из его треков выглядят многословием, а не поэзией.

### Метакритика
Критический приём альбома вызвал комментарии со стороны других журналистов. Некоторые публикации сочли The Tortured Poets Department противоречивым альбомом. Натан Хаббард из журнала The Ringer назвал этот релиз Свифт самым противоречивым со времен Reputation (2017). The New York Times и Vox высказала мнение, что чрезмерное внимание СМИ к Свифт в период с 2020 по 2024 год, включая выпуск восьми альбомов, культурно влиятельный концертный тур и громкие отношения с Трэвисом Келси, перегрузило журналистов и повлияло на критическую привлекательность альбома. По словам обозревателей газеты Мэтта Стивенса и Шивани Гонсалес, критики сочли альбом «перегруженным» и «просто не самый лучший её альбом». И критика музыки теперь открыла пространство для более широкого раунда жалоб, не похожего на те, с которыми Свифт сталкивалась в последнее время, когда она была плодовита и покоряла мир".
Некоторые СМИ высказали мнение, что первые рецензии продемонстрировали ошибочный подход мейнстримной музыкальной критики.
Негативная рецензия Paste на альбом была отмечена другими СМИ как резкая и «язвительная». Свифт поделилась положительными рецензиями на альбом в своих социальных сетях, отметив соответствующих авторов; некоторые посчитали это ответом Paste. Лаура Хардинг из The Irish Times написала, что «Свифт, похоже, либо сосредоточилась на положительных рецензиях, либо ответила на более негативные, поделившись некоторыми из своих любимых». Сумнима Кандангва из South China Morning Post высказала мнение, что свифтис «могут стать довольно энергичной силой, когда дело доходит до защиты любимой певицы», что привело к тому, что такие СМИ, как Paste, скрывают имена своих авторов в попытке избежать ответной реакции на рецензентов.
Обозреватель Bloomberg Джессика Карл заявила, что критики «не ложатся спать до рассвета, чтобы дослушать альбом до конца, как будто это работа в колледже, которую мы должны закончить к утру». По её мнению, рецензии основных изданий на альбомы, особенно такие, как 31-трековый лонгплей Tortured Poets, появляющиеся в сети через несколько часов после выхода альбома, дискредитируют природу как похвалы, так и критики; она отвергла рецензию Paste за её непрофессиональные, мелкие «подколы» в адрес Свифт и восторженную рецензию Rolling Stone за то, что он назвал альбом классикой в первый же день. Карл также раскритиковала статьи таких «авторитетных» изданий, как The Atlantic, Time и The Philadelphia Inquirer за то, что они ориентируются на массы и фэндом, а не на серьёзную профессиональную журналистику.
Дарси из CNN признался, что поспешил с оценкой The Tortured Poets Department. Он заявил, что рецензировал альбом, помня о его неоднозначном восприятии критиками, и в согласии с другими критиками счёл его слишком длинным и невыразительным, но неделю спустя, «проведя больше времени с этим двухчасовым звуковым пиршеством, более методично разбирая его тонкости и нюансы, я готов заявить, что это одна из лучших работ Свифт». Дарси высказал мнение, что альбом невозможно полностью переварить «со скоростью TikTok», и раскритиковал рецензентов, которые не дают музыкальным альбомам «замариноваться» и вместо этого ожидают «мгновенного удовлетворения».

## Награды и номинации
Альбом и песни из него получили 6 номинаций на Грэмми-2025: Альбом года, Лучший вокальный поп-альбом, Песня года («Fortnight»), Запись года («Fortnight»), Лучшее поп-исполнение дуэтом или группой («Us» с Грейси Абрамс) и Лучшее музыкальное видео («Fortnight»).
| Организация                        | Год  | Категория                       | Результат | Ссылка          |
| ---------------------------------- | ---- | ------------------------------- | --------- | --------------- |
| Nickelodeon Kids’ Choice Awards    | 2024 | Любимый альбом                  | Номинация | [ 129 ]         |
| Los 40 Music Awards                | 2024 | Best International Album        | Номинация | [ 130 ]         |
| ARIA Music Awards                  | 2024 | Best International Artist       | Победа    | [ 131 ]         |
| Billboard Music Awards             | 2024 | Top Billboard 200 Album         | Победа    | [ 132 ]         |
| RTHK International Pop Poll Awards | 2024 | Top Album Awards (English)      | Победа    | [ 133 ]         |
| NetEase Annual Music Awards        | 2024 | Top English Album               | Победа    | [ 134 ]         |
| Grammy Awards                      | 2025 | Album of the Year               | Номинация | [ 128 ]         |
| Grammy Awards                      | 2025 | Best Pop Vocal Album            | Номинация | [ 128 ]         |
| Premios Odeón                      | 2025 | Best International Album        | Победа    | [ 135 ]         |
| IFPI Awards                        | 2025 | Global Album of 2024            | Победа    | [ 136 ]         |
| IFPI Awards                        | 2025 | Global Sales Album of 2024      | Победа    | [ 136 ]         |
| IFPI Awards                        | 2025 | Global Streaming Album of 2024  | Победа    | [ 136 ]         |
| IFPI Awards                        | 2025 | Global Vinyl Album of 2024      | Победа    | [ 136 ]         |
| Japan Gold Disc Awards             | 2025 | Album of the Year (Western)     | Победа    | [ 137 ]         |
| Japan Gold Disc Awards             | 2025 | Best 3 Albums (Western)         | Победа    | [ 137 ]         |
| iHeartRadio Music Awards           | 2025 | Pop Album of the Year           | Победа    | [ 138 ]         |
| Music Awards Japan                 | 2025 | Album of the Year               | Ожидается | [ 139 ]         |
| GAFFA Awards (Denmark)             | 2025 | International Album of the Year | Номинация | [ 140 ] [ 141 ] |

### Итоговые годовые списки
Многие издание включили TTPD в свои списки лучших альбомов года. Крис Вильман из Variety поставил альбом на первое место и отметил: «Может ли вещь, которая является самой большой в мире в данный момент, быть и самой лучшей? Критиков учат рефлекторно сопротивляться этой идее, но, как могут подтвердить поклонники Beatles… это случается». И сравнивая его с Белым альбомом Битлз, далее продолжил: «Каждая песня приносит новые тематические повороты, новые цитатные куплеты, новые хуки… и, да, как известно, во многих из них наводятся великие бриджы. „TTPD:TA“ — это кульминация особого гения Свифт по сочетанию умности и катарсиса. Алхимия на всех наших сторонах».
| Публикация/критик  | Список                                | Ранг | Ссылка  |
| ------------------ | ------------------------------------- | ---- | ------- |
| Billboard          | The 50 Best Albums of 2024            | 8    | [ 143 ] |
| Business Insider   | The Best Albums of 2024               | 5    | [ 144 ] |
| Cosmopolitan       | The Best Albums of 2024               | н/д  | [ 145 ] |
| LA Times           | The 20 Best Albums of 2024            | 2    | [ 146 ] |
| The Independent    | The Best Albums of 2024               | 19   | [ 147 ] |
| The New York Times | Jon Caramanica's Best Albums of 2024  | 16   | [ 148 ] |
| People             | The Top 10 Albums of 2024             | 4    | [ 149 ] |
| Rolling Stone      | The 100 Best Albums of 2024           | 23   | [ 150 ] |
| Rolling Stone      | Rob Sheffield’s Top 20 Albums of 2024 | 2    | [ 151 ] |
| The Tennessean     | The Top Nashville Albums of 2024      | н/д  | [ 152 ] |
| Time Out           | The Best Albums of 2024               | 25   | [ 153 ] |
| The Times          | The 25 Best Albums of 2024            | 10   | [ 154 ] |
| Uncut              | The Top 80 Albums of 2024             | 68   | [ 155 ] |
| Uproxx             | The Best Albums of 2024               | н/д  | [ 156 ] |
| Variety            | Chris Willman’s Best Albums of 2024   | 1    | [ 142 ] |

## Коммерческие показатели
Альбом установил несколько рекордов.
18 апреля 2024 года, за день до релиза, Spotify объявил, что The Tortured Poets Department побил рекорд самого предзаказанного альбома в истории платформы. Затем было объявлено, что альбом стал самым потоковым альбомом 2024 года за один день менее чем через 12 часов после релиза. Альбом стал первым в истории Spotify, превысившим 200 и 300 миллионов потоков за один день, тем самым побив рекорд по количеству потоков за один день, который ранее принадлежал альбому Свифт Midnights, и помог ей превзойти свой собственный рекорд по количеству потоков за один день. Через пять дней после выхода The Tortured Poets Department стал первым альбомом, набравшим миллиард потоков за одну неделю. Альбом также стал самым продаваемым альбомом за один день на Amazon Music менее чем за 12 часов и превзошёл Midnights, став самым продаваемым поп-альбомом за один день на Apple Music. Корпорация Target подтвердила, что The Tortured Poets Department стал её «самым большим предзаказом музыки за все время». The Tortured Poets Department собрал 799 миллионов потоков по требованию (on-demand streams) в США за шесть дней, побив рекорд самой большой недели потокового воспроизведения, ранее принадлежавший альбому Дрейка Scorpion (2018).
В глобальном масштабе альбом побил рекорд по количеству потоковых прослушиваний за первую неделю — 1,76 миллиарда потоков.
В мире за неделю дебюта альбом разошёлся тиражом в 4 миллиона экземпляров, став вторым самым быстро продаваемым женским альбомом всех времён, уступая лишь альбому Адели 25.
По мнению The Guardian, успех альбома «закрепил за Свифт статус крупнейшей поп-звезды этого века по многим показателям».
По данным Международной федерации производителей фонограмм альбом The Tortured Poets Department разошёлся тиражом 5,6 миллиона копий и стал главным мировым бестселлером 2024 года.

### США
В США, как сообщил Billboard, только за первый день альбом был продан в количестве 1,6 миллиона эквивалентных единиц, включая 243,4 миллиона потоков по требованию и 1,4 миллиона чистых копий, из которых 600 000 были виниловыми пластинками. Продав 700 000 копий на виниле за первые три дня в США (19—21 апреля), альбом побил собственный рекорд Свифт по количеству продаж виниловых альбомов за неделю с 1991 года. Кроме того, из 1,5 миллиона проданных дисков 700 000 приходится на виниловые. Это побило собственный рекорд Свифт по количеству продаж альбома на виниле в современную эпоху (с тех пор как Luminate начала отслеживать данные в 1991 году), побив 693 000 продаж альбома 1989 (Taylor’s Version) за первую неделю (закончившуюся 2 ноября 2023 года). 31 песня The Tortured Poets Department (доступная на делюксовом потоковом и цифровом изданиях) собрала 490,2 миллиона официальных потоков по требованию за первые три дня после выхода альбома. Это уже самая большая неделя потокового вещания для альбома в 2024 году (по количеству потоков песен) и самая большая для любого альбома со времён дебюта For All the Dogs Дрейка с 514 миллионами официальных потоков песен по требованию (неделя, закончившаяся 12 октября 2023 года). Самая большая неделя потокового вещания для альбома Свифт — это неделя открытия альбома Midnights, который собрал 549,3 миллиона официальных потоков по требованию для своих 20 треков (неделя, закончившаяся 27 октября 2022 года). В общей сложности за первые три дня The Tortured Poets Department заработал в США 1,9 эквивалентных единиц альбома. Это уже самая большая неделя для любого альбома с тех пор, как альбом Адели 25 дебютировал с 3,482 миллионами единиц (неделя, закончившаяся 26 ноября 2015 года), и вторая самая большая неделя (по количеству единиц) для любого альбома с тех пор, как Billboard 200 начал измерять эквивалентные альбомные единицы в декабре 2014 года.
4 мая 2024 года альбом The Tortured Poets Department дебютировал на первом месте в Billboard 200 с крупнейшим тиражом в 2,61 млн альбомных единиц включая 1,9 млн чистых копий (цифровые и физические копии, из них 859 000 виниловых пластинок) и 891,34 млн стриминг-потоков для 31 песни альбома. Эти цифры означают самую большую неделю потокового вещания для альбома в истории, вторую самую большую неделю для альбома (по общему количеству эквивалентных единиц альбома) с тех пор, как Billboard 200 начал измерять единицы в декабре 2014 года, третью самую большую неделю продаж (по традиционным продажам альбомов) в современную эпоху (с тех пор, как Luminate начал электронное отслеживание продаж в 1991 году) и самую большую неделю продаж альбома на виниле в современную эпоху. Это 14-й чарттоппер Свифт, повтор рекорда среди солистов: столько же у рэпера Jay-Z, а больше только у The Beatles (19).
На второй неделе своего пребывания на вершине Billboard 200 альбом The Tortured Poets Department был продан в количестве 439 000 эквивалентных единиц, что стало самым большим показателем второй недели после альбома Адели 25 (2015).
The Tortured Poets Department провёл 10 недель подряд на первом месте Billboard 200, став пятым альбомом в истории, достигшим этого показателя.
The Tortured Poets Department опередил Folklore (8 недель № 1) и уступает только 1989 и Fearless по количеству недель (11) на первом месте среди 14 альбомов лидеров чарта. TTPD также стал первым альбомом женщины, который провёл первые восемь недель на первом месте со времён альбома Уитни Хьюстон (Whitney провёл первые 11 недель на вершине в 1987 году). Кроме того, альбом TTPD увеличил рекорд Свифт по количеству недель, проведённых на вершине Billboard 200, до 84 — больше, чем у Элвиса Пресли (67), сольного исполнителя, занимающего второе место. Тейлор Свифт стала пятым музыкантом в истории, чьи три или более альбома провели 10 и более недель на первом месте. Ранее этого удалось достичь Уитни Хьюстон (в 1986—93 годах), The Beatles (в 1964—67 годах), The Kingston Trio (в 1959—69 годах) и Элвису Пресли (в 1956—61 годах). Свифт — единственная исполнительница с тремя альбомами, которые провели не менее 10 недель на первом месте в XXI столетии.
Альбом провёл первые 12 недель подряд на первом месте в хит-параде Billboard 200, став первым женским альбомом, которому это удалось (ранее рекорд в 11 недель был у альбома Whitney, 1986), и самым долго находящимся на № 1 альбомом в карьере Свифт. В дальнейшем он увеличил лидерство до 15 недель на № 1 в Billboard 200. Это привело к тому, что как заметили критики, громкие релизы других исполнителей дебютировали лишь на втором месте, такие как Radical Optimism Дуа Липы, Hit Me Hard and Soft Билли Айлиш и Vultures 2 ¥$. В декабре 2024 года после издания на виниле и компакт-дисках всей «Антологии» альбом увеличил лидерство до 17 недель на № 1 в Billboard 200.
The Tortured Poets Department стал рекордным 8-м подряд студийным альбомом с новым материалом, с каждого из которых был сингл номер один в Hot 100, опередив Рианну, у которой их 7. Также Свифт стала первым артистом в современную эпоху с семью альбомами, каждый из которых был продан тиражом не менее 1 млн копий за одну неделю. The Tortured Poets Department — седьмой альбом Свифт с таким достижением после дебютов 1989 (Taylor’s Version), Midnights, Reputation, оригинальных 1989, Red и Speak Now. Всего в современную эпоху было 26 случаев, когда альбом продавался тиражом не менее 1 миллиона копий за неделю — 24 разных альбома. Один из этих альбомов, 25 Адели, продавался более чем за 1 миллион в три различные недели.
К июлю 2024 года The Tortured Poets Department был продан в количестве 2,47 млн единиц чистых продаж — в том числе, 1,07 млн из них на CD и 988 000 на виниле — и набрал 4,66 миллиона альбомно-эквивалентных единиц в США.
В ноябре 2024 года альбом был сертифицирован RIAA в 6-кратном платиновом статусе за тираж превысивший 6 млн единиц. Он возглавил итоговый список продаж в США (Billboard 200 Year-End) за 2024 год с тиражом 3,491 млн копий или 6,955 млн альбомных единиц. Продажи поддерживались благодаря многочисленным вариантам альбома, в том числе двузначным вариантам на цифровых и CD носителях.

### Другие страны
Альбом стал 12-м чарттопером Свифт в Великобритании. Ранее она возглавляла UK Albums Chart с альбомами Red (в 2012 году), 1989 (2014), Reputation (2017), Lover (2019), Folklore и evermore (оба 2020), Fearless (Taylor’s Version), Red (Taylor’s Version) (оба 2021), Midnights (2022), Speak Now (Taylor’s Version) и 1989 (Taylor’s Version) (оба 2023). Тейлор сравнялась с Мадонной и Брюсом Спрингстином (у них также по 12 пластинок номер 1 в Великобритании). Только четыре исполнителя в истории имеют больше чарттопперов в Великобритании: The Beatles (16), The Rolling Stones (14), Робби Уильямс (14) и Элвис Пресли (13). Также 3 песни с альбома вошли в сингловый чарт: «Fortnight» (№ 1), «The Tortured Poets Department» (3) и «Down Bad» (4) (по новым правилам в чарт включают не более трёх новых треков). Это в сумме даёт Свифт 29 хитов в Топ-10. Альбом провёл 11 недель на первом месте в Великобритании (8 недель в апреле-июле, 2 недели в декабре 2024 года и поднявшись с 24-го на первое место в чарте от 25 апреля 2025 года).
Альбом дебютировал на первом месте в Испании и был сертифицирован как платиновый в первую неделю за продажу более 40 000 эквивалентных единиц.
В Австралии альбом The Tortured Poets Department стал 13-м альбомом Свифт, занявшим первое место, что стало рекордом среди артистов-женщин; его песни также установили рекорды по количеству одновременных вхождений одного исполнителя в топ-10 (10), топ-50 (29) и топ-100 (34) чарта ARIA Singles Chart. В чарт вошли все 31 песня с двойного альбома и ещё три другие её песни («Cruel Summer», «Anti Hero» и «Lover»). Альбом и сингл «Fortnight» сделали «золотой дубль», находясь на первом месте и во вторую неделю релиза.
В Канаде альбом стал самым большим канадским дебютом Свифт, с продажами 150 000 копий за первую неделю, и её 14-м подряд альбомом номер один. Альбом также стал самым продаваемым на виниловых пластинках и самым крупным в потоковом воспроизведении за всю историю страны.
В Китае альбом The Tortured Poets Department стал рекордсменом по количеству просмотров альбома иностранного исполнителя за один день на NetEase Cloud Music.

### Синглы
4 мая 2024 года все песни двойного альбома (31) дебютировали в чарте Billboard Hot 100 (и ещё 32-й была «Cruel Summer» на 41-м месте), что стало рекордным достижением для женщин, уступающему только 36 песням кантри-певца Моргана Уоллена в 2023 году. Все верхние 14 мест Hot 100 заняли песни Свифт, что также стало рекордом. С учётом достижения песен этого альбома Свифт теперь число её хитов в десятке лучших увеличилось с 49 до 59 а в сотне Hot 100 до 263, что стало улучшением её же рекорда для женщин (больше только у Дрейка, 77 и 330, соответственно). Самое низкое место занял трек «Robin» (№ 55). Кроме того, Свифт вошла в топ-40 с 26 песнями, что стало новым недельным рекордом, так как она превзошла рекорд Дрейка (22 песни, 21 октября 2023 года). Также Свифт повторила рекорд Дрейка по числу треков в топ-20 (15). На первом месте в США дебютировал сингл «Fortnight», став 12-м хитом номер один Свифт.
В день своего выхода ведущий сингл «Fortnight» установил рекорд потоковой трансляции за один день для любой песни на Spotify (25,2 млн стрим-потоков), превзойдя рекорд, ранее принадлежавший песне Мэрайи Кэри с песней «All I Want for Christmas Is You» (23,7 млн).
4 мая 2024 года альбом The Tortured Poets Department увеличил рекорд Свифт и стал третьим в её карьере с которого пять песен одновременно заняли все первые пять мест (топ-5) в глобальном хит-параде Global 200 (создан в сентябре 2000 года). Ранее того же «пятикратного» успеха добились её диски 1989 (Taylor’s Version) (11 ноября 2023 года) и Midnights (5 ноября 2022 года), а из других исполнителей подобного успеха добивался только Дрейк с альбомом Certified Lover Boy (18 сентября 2021 года).

## Список композиций
| №                   | Название                                          | Автор(ы)                              | Продюсеры                   | Длительность |
| ------------------- | ------------------------------------------------- | ------------------------------------- | --------------------------- | ------------ |
| 1.                  | «Fortnight» (при участии Post Malone)             | Тейлор Свифт Джек Антонофф Остин Пост | Свифт Антонофф Луи Белл [a] | 3:48         |
| 2.                  | «The Tortured Poets Department»                   | Свифт Антонофф                        | Свифт Антонофф              | 4:53         |
| 3.                  | «My Boy Only Breaks His Favorite Toys»            | Свифт                                 | Свифт Антонофф              | 3:23         |
| 4.                  | «Down Bad»                                        | Свифт Антонофф                        | Свифт Антонофф              | 4:21         |
| 5.                  | «So Long, London»                                 | Свифт Аарон Десснер                   | Свифт Десснер               | 4:22         |
| 6.                  | «But Daddy I Love Him»                            | Свифт Десснер                         | Свифт Десснер Антонофф      | 5:40         |
| 7.                  | «Fresh Out the Slammer»                           | Свифт Антонофф                        | Свифт Антонофф              | 3:30         |
| 8.                  | «Florida!!!» (при участии Florence + the Machine) | Свифт Флоренс Уэлч                    | Свифт Антонофф              | 3:35         |
| 9.                  | «Guilty as Sin?»                                  | Свифт Антонофф                        | Свифт Антонофф              | 4:14         |
| 10.                 | «Who’s Afraid of Little Old Me?»                  | Свифт                                 | Свифт Антонофф              | 5:34         |
| 11.                 | «I Can Fix Him (No Really I Can)»                 | Свифт Антонофф                        | Свифт Антонофф              | 2:36         |
| 12.                 | «Loml»                                            | Свифт Десснер                         | Свифт Десснер               | 4:37         |
| 13.                 | «I Can Do It with a Broken Heart»                 | Свифт Антонофф                        | Свифт Антонофф              | 3:38         |
| 14.                 | «The Smallest Man Who Ever Lived»                 | Свифт Десснер                         | Свифт Десснер               | 4:05         |
| 15.                 | «The Alchemy»                                     | Свифт Антонофф                        | Свифт Антонофф              | 3:16         |
| 16.                 | «Clara Bow»                                       | Свифт Десснер                         | Свифт Десснер               | 3:36         |
| Общая длительность: | Общая длительность:                               | Общая длительность:                   | Общая длительность:         | 65:08        |

| №                   | Название                           | Автор(ы)                     | Продюсеры              | Длительность |
| ------------------- | ---------------------------------- | ---------------------------- | ---------------------- | ------------ |
| 17.                 | «The Black Dog»                    | Свифт                        | Свифт Антонофф         | 3:58         |
| 18.                 | «Imgonnagetyouback»                | Свифт Антонофф               | Свифт Антонофф         | 3:42         |
| 19.                 | «The Albatross»                    | Свифт Десснер                | Свифт Десснер          | 3:03         |
| 20.                 | «Chloe or Sam or Sophia or Marcus» | Свифт Десснер                | Свифт Антонофф         | 3:33         |
| 21.                 | «How Did It End?»                  | Свифт Десснер                | Свифт Десснер          | 3:58         |
| 22.                 | «So High School»                   | Свифт Десснер                | Свифт Десснер          | 3:48         |
| 23.                 | «I Hate It Here»                   | Свифт Десснер                | Свифт Десснер          | 4:03         |
| 24.                 | «Thank You Aimee»                  | Свифт Десснер                | Свифт Десснер Антонофф | 4:23         |
| 25.                 | «I Look in People’s Windows»       | Свифт Антонофф Патрик Бергер | Свифт Антонофф Бергер  | 2:11         |
| 26.                 | «The Prophecy»                     | Свифт Десснер                | Свифт Десснер          | 4:09         |
| 27.                 | «Cassandra»                        | Свифт Десснер                | Свифт Десснер          | 4:00         |
| 28.                 | «Peter»                            | Свифт                        | Свифт Десснер          | 4:43         |
| 29.                 | «The Bolter»                       | Свифт Десснер                | Свифт Десснер          | 3:58         |
| 30.                 | «Robin»                            | Свифт Десснер                | Свифт Десснер          | 4:00         |
| 31.                 | «The Manuscript»                   | Свифт                        | Свифт Десснер          | 3:44         |
| Общая длительность: | Общая длительность:                | Общая длительность:          | Общая длительность:    | 122:21       |

| №                   | Название                                                   | Автор(ы)            | Продюсеры               | Длительность |
| ------------------- | ---------------------------------------------------------- | ------------------- | ----------------------- | ------------ |
| 32.                 | «Fortnight» (при участии Post Malone; акустическая версия) | Свифт Антонофф Post | Свифт Антонофф Bell [a] | 3:49         |
| 33.                 | «Down Bad» (акустическая версия)                           | Свифт Антонофф      | Свифт Антонофф          | 4:18         |
| 34.                 | «But Daddy I Love Him» (акустическая версия)               | Свифт Десснер       | Свифт Десснер Антонофф  | 5:37         |
| 35.                 | «Guilty as Sin?» (акустическая версия)                     | Свифт Антонофф      | Свифт Антонофф          | 4:10         |
| Общая длительность: | Общая длительность:                                        | Общая длительность: | Общая длительность:     | 140:15       |

| №                   | Название            | Автор(ы)            | Продюсеры           | Длительность |
| ------------------- | ------------------- | ------------------- | ------------------- | ------------ |
| 17.                 | «The Black Dog»     | Свифт               | Свифт Антонофф      | 3:58         |
| Общая длительность: | Общая длительность: | Общая длительность: | Общая длительность: | 69:06        |

| №                   | Название            | Автор(ы)            | Продюсеры           | Длительность |
| ------------------- | ------------------- | ------------------- | ------------------- | ------------ |
| 17.                 | «The Albatross»     | Свифт Десснер       | Свифт Десснер       | 3:03         |
| Общая длительность: | Общая длительность: | Общая длительность: | Общая длительность: | 68:11        |

| №                   | Название            | Автор(ы)            | Продюсеры           | Длительность |
| ------------------- | ------------------- | ------------------- | ------------------- | ------------ |
| 17.                 | «The Bolter»        | Свифт Десснер       | Свифт Десснер       | 3:58         |
| Общая длительность: | Общая длительность: | Общая длительность: | Общая длительность: | 69:06        |

| №                   | Название            | Автор(ы)            | Продюсеры           | Длительность |
| ------------------- | ------------------- | ------------------- | ------------------- | ------------ |
| 17.                 | «The Manuscript»    | Свифт               | Свифт Десснер       | 3:44         |
| Общая длительность: | Общая длительность: | Общая длительность: | Общая длительность: | 68:52        |

Замечания
- ↑  — продюсер по вокалу
- Живые версии песен «Loml», «My Boy Only Breaks His Favorite Toys» и «The Alchemy/Treacherous» с концертов Eras Tour в Париже были включены в три различных ограниченных по времени продажи издания стандартного альбома для цифрового скачивания[202][203][204]
- «Loml» и «Imgonnagetyouback» написаны строчными буквами.
- «Thank You Aimee» стилизовано как «thanK you aIMee» или «thank You aimEe».
- Физические издания стандартного альбома включают в себя бонус-треки «The Black Dog», «The Albatross», «The Bolter» или «The Manuscript».
- CD-издание «The Anthology» состоит из двух дисков: один содержит треки 1–16, а другой — треки 17–35.
- Альтернативные варианты выпускались либо на физических носителях, либо в виде цифровой загрузки с треками 1–16 и эксклюзивным бонус-треком. Среди эксклюзивных бонус-треков были: акустические версии But Daddy I Love Him, Down Bad, Guilty as Sin?, Fresh Out the Slammer or Fortnight, демоверсии The Black Dog, Who’s Afraid of Little Old Me?, Cassandra или My Boy Only Breaks His Favorite Toys, или а также живые исполнения Loml, My Boy Only Breaks His Favorite Toys, мэшапы песен The Alchemy и Treacherous, Guilty as Sin?, How Did It End?, или Peter (первые три исполнялись в Париже, а последние три — в Стокгольме)[205][206]. Подробный обзор вариантов см. в истории релизов.

## Участники записи

### Музыканты
- Тейлор Свифт — вокал (все треки), фортепиано (треки 3, 17), фоновый вокал (17)
- Джек Антонофф — синтезатор (треки 1-4, 6-11, 13, 15, 17, 18, 25), программирование (1-4, 6-11, 15, 17, 18, 24, 25), ударные (1, 3, 4, 7-10, 13, 15, 17, 18, 24), электрогитара (1, 3, 6-11, 15, 17, 24), акустическая гитара (1, 6-9, 11, 17, 18, 25), фортепиано (2, 4, 8, 10, 13, 17, 18), виолончель (2, 6, 8, 10, 15, 17, 24, 25), фоновый вокал (2, 6, 15, 24), бас (3, 6, 8-11, 17), перкуссия (4, 7, 9, 11, 13, 15, 18, 24), меллотрон (6, 8, 10, 11, 17), орган (7), Родес-пиано (17), клавишные (18)
- Шон Хатчинсон — барабаны (1, 6, 10, 15, 17), перкуссия (4)
- Post Malone — вокал (трек 1)
- Майки Фридом Харт — акустическая гитара, бас, электрогитара, Hammond B3 (трек 2); меллотрон (3), синтезатор (4, 6, 10), перкуссия (10)
- Эван Смит — синтезатор (треки 2, 6, 10), саксофон (4)
- Зем Ауду — синтезатор (треки 2, 6, 10), саксофон (4)
- Майкл Риддлбергер — барабаны (дорожка 2), перкуссия (10)
- Аарон Десснер — фортепиано (треки 5, 10, 12, 16, 19-23, 26-31), синтезатор (5, 12, 14, 16, 19-24, 26-28, 30, 31), программирование ударных (5, 14, 16, 19-24, 26, 28-30), электрогитара (5, 14, 19-23, 26, 27, 29, 30), акустическая гитара (6, 19, 20, 23, 24, 26, 29), клавишные (12, 19-22, 24, 26-28, 30), бас (14, 16, 20, 22, 28-30), перкуссия (16, 19, 20, 22-24, 26, 27, 29, 30), мандолина (20, 23, 24), синт-бас (21, 22, 24, 27, 31), банджо (23, 24), ударные (30)
- Бенджамин Ланц — синтезатор (треки 5, 19-23, 27, 30), тромбон (20, 22, 27), секвенсор (22)
- Бобби Хоук — струнные (треки 6, 9, 17)
- Флоренс Уэлч — вокал, ударные, перкуссия, фортепиано (трек 8)
- Гленн Котче — барабаны, перкуссия (треки 12, 16, 19-21, 23, 24, 26, 29, 30); малый барабан, вибрафон (27)
- Оли Джейкобс — фоновый вокал, перкуссия, разговорная речь (трек 13)
- Джеймс Макалистер — синтезатор (треки 14, 16, 21-23, 26, 27, 30), перкуссия (14, 16, 23, 26, 27, 29, 30), ударные (14, 21, 22), электрогитара (14, 22), клавишные (16, 21, 26, 27), программирование ударных (19, 22, 26, 27, 31); акустическая гитара, синтезаторный бас (23); цитра (26)
- Роб Мус — альт, скрипка (треки 14, 20)
- Джейсон Слота — перкуссия (трек 14)
- Аби Хайд-Смит — виолончель (треки 16, 19, 21, 23, 24, 26, 27, 29-31)
- Брайан О’Кейн — виолончель (треки 16, 19, 21, 23, 24, 26, 27, 29-31)
- Макс Руизи — виолончель (треки 16, 19, 21, 23, 24, 26, 27, 29-31)
- Рейнуд Форд — виолончель (треки 16, 19, 21, 23, 24, 26, 27, 29-31)
- Роберт Эймс — дирижёр (треки 16, 19, 21, 23, 24, 26, 27, 29-31)
- Крис Келли — контрабас (треки 16, 19, 21, 23, 24, 26, 27, 29-31)
- Дэйв Браун — контрабас (треки 16, 19, 21, 23, 24, 26, 27, 29-31)
- Софи Ропер — контрабас (треки 16, 19, 21, 23, 24, 26, 27, 29-31)
- Элиза Бергерсен — альт (треки 16, 19, 21, 23, 24, 26, 27, 29-31)
- Мэтью Кеттл — альт (треки 16, 19, 21, 23, 24, 26, 27, 29-31)
- Морган Гофф — альт (треки 16, 19, 21, 23, 24, 26, 27, 29-31)
- Николас Бутиман — альт (треки 16, 19, 21, 23, 24, 26, 27, 29-31)
- Акико Исикава — скрипка (треки 16, 19, 21, 23, 24, 26, 27, 29-31)
- Кара Ласкарис — скрипка (треки 16, 19, 21, 23, 24, 26, 27, 29-31)
- Иона Аллан — скрипка (треки 16, 19, 21, 23, 24, 26, 27, 29-31)
- Кирсти Манган — скрипка (треки 16, 19, 21, 23, 24, 26, 27, 29-31)
- Николь Креспо О’Донохью — скрипка (треки 16, 19, 21, 23, 24, 26, 27, 29-31)
- Рональд Лонг — скрипка (треки 16, 19, 21, 23, 24, 26, 27, 29-31)
- Софи Мазер — скрипка (треки 16, 19, 21, 23, 24, 26, 27, 29-31)
- Дэн Оутс — скрипка (треки 16, 19, 21, 23, 24, 26, 27, 29, 30)
- Элоиза-Флер Торн — скрипка (треки 16, 19, 21, 23, 24, 26, 27, 29, 30)
- Эмили Холланд — скрипка (треки 16, 19, 21, 23, 24, 26, 27, 29, 30)
- Анна де Бруин — скрипка (треки 16, 19, 23, 24, 26, 27, 29-31)
- Галя Бисенгалиева — скрипка (треки 16, 19, 21, 24, 26, 30)
- Агата Дараскайте — скрипка (треки 16, 19, 26, 27, 30)
- Джулиан Азкоул — скрипка (треки 16, 19, 26, 27, 30)
- Эми Суэйн — альт (треки 16, 19, 26, 27, 30)
- Джей Ти Бейтс — ударные (треки 16, 20, 21, 26)
- Томас Барлетт — синтезатор (треки 16, 21, 23, 24, 26, 29-31); клавишные, фортепиано (16, 21, 23, 24, 26, 29, 30)
- Марианна Хейнс — скрипка (треки 16, 21, 23, 24, 29-31)
- Джек Мэннинг — фортепиано (трек 18)
- Джордж Бартон — перкуссия (треки 19, 23, 24, 26, 27, 31), литавры (30)
- Дэвид МакКуин — валторна (треки 21, 23, 24, 26, 27, 29-31)
- Алисия Берендсе — скрипка (треки 21, 24, 29-31)
- Меган Кэссиди — альт (треки 23, 29, 31)
- Наташа Хамфрис — скрипка (треки 23, 29, 31)
- Джонатан Фэйри — валторна (треки 24, 26, 27, 29-31)
- Пол Котт — валторна (треки 24, 26, 27, 29-31)
- Патрик Бергер — акустическая гитара (трек 25)
- Макс Уэлфорд — бас-кларнет (треки 26, 29)
- Вики Лестер — арфа (трек 30)
- Брайс Десснер — барабанное программирование, фортепиано, синтезатор (трек 31)

### Технический персонал
- Рэнди Меррилл — мастеринг
- Райан Смит — мастеринг
- Сербан Генеа — сведение
- Bryce Bordone — микширование
- Лора Сиск — инжиниринг (треки 1-4, 6-11, 13, 15, 17, 18, 24, 25), вокальный инжиниринг (7, 9, 11, 12, 14, 15)
- Оли Джейкобс — инжиниринг (треки 1-4, 6-11, 13, 15, 17, 18, 24, 25)
- Шон Хатчинсон — инжиниринг (треки 1, 2, 4, 6, 10, 15, 17)
- Майкл Риддлбергер — инжиниринг (треки 1, 2, 4, 6, 10, 17)
- Дэвид Харт — инжиниринг (треки 2, 6, 10)
- Эван Смит — инжиниринг (треки 2, 6, 10)
- Майки Фридом Харт — инжиниринг (треки 2, 6, 10)
- Зем Ауду — инжиниринг (треки 2, 6, 10)
- Белла Бласко — инжиниринг (треки 5, 6, 10, 11, 14, 27, 28, 31), дополнительный инжиниринг (16, 19-24, 26, 29, 30)
- Джонатан Лоу — инжиниринг (треки 5, 6, 10, 11, 16, 19-24, 26-30)
- Аарон Десснер — инжиниринг (треки 5, 14)
- Бенджамин Ланц — инжиниринг (треки 5, 19, 20, 22, 23, 26, 27, 30)
- Бен Лавлэнд — инжиниринг (трек 8)
- Джоуи Миллер — инжиниринг (трек 10), ассистент звукоинженера (13)
- Джеймс МакАлистер — инжиниринг (треки 14, 16, 19, 21-23, 26, 27, 29, 30)
- Роб Мус — инжиниринг, организация записи (трек 14)
- Джереми Мерфи — инжиниринг (треки 16, 19, 21, 23, 24, 26, 27, 29, 30)
- Томас Бартлетт — инжиниринг (треки 16, 21, 23, 24, 26, 29, 30)
- Марьям Кудус — инжиниринг (треки 20, 23, 24, 30)
- Джек Антонофф — инжиниринг (трек 24)
- Пэт Бёрнс — инжиниринг (трек 27)
- Луи Белл — вокальный инжиниринг (трек 1)
- Кристофер Роу — вокальный инжиниринг (треки 7, 9, 11, 12, 15, 20)
- Бо Соренсон — дополнительный инжиниринг (трек 14)
- Брайс Десснер — аранжировка записи (треки 16, 19, 21, 23, 24, 26, 27, 29-31)
- Джек Мэннинг — ассистент звукоинженера (треки 1-4, 6-11, 13, 15, 17, 18, 25)
- Джон Шер — ассистент звукоинженера (треки 1-4, 6-11, 13, 15 17, 18, 25)
- Лорен Маркес — ассистент звукоинженера (дорожки 1, 13)
- Джесси Снайдер — ассистент звукоинженера (треки 7, 8, 10)
- Джо Колдуэлл — ассистент звукоинженера (треки 10, 13, 18, 24)
- Реми Дюмелц — ассистент звукоинженера (трек 11)
- Лора Бек — ассистент звукоинженера (треки 16, 19, 21, 23-27, 29-31)

## Чарты
| Чарт (2024)                                                        | Высшая позиция |
| ------------------------------------------------------------------ | -------------- |
| Австралия (ARIA)                                                   | 1              |
| Бельгия/Фландрия (Ultratop)                                        | 1              |
| Бельгия/Валлония (Ultratop)                                        | 1              |
| Великобритания (UK Albums Chart)                                   | 1              |
| Венгрия (MAHASZ)                                                   | 1              |
| Германия (Offizielle Top 100)                                      | 1              |
| Греция (IFPI)                                                      | 1              |
| Дания (Hitlisten)                                                  | 1              |
| Ирландия (Irish Albums Chart)                                      | 1              |
| Исландия (Plötutíðindi                                             | 1              |
| Испания (PROMUSICAE)                                               | 1              |
| Италия (FIMI)                                                      | 1              |
| Канада (Canadian Albums Chart)                                     | 1              |
| Литва (AGATA) · The Tortured Poets Department: The Anthology       | 3              |
| Нидерланды (Album Top 100)                                         | 1              |
| Новая Зеландия (RMNZ)                                              | 1              |
| Норвегия (VG-lista) · The Tortured Poets Department: The Anthology | 1              |
| Португалия (AFP)                                                   | 1              |
| Словакия (ČNS IFPI)                                                | 1              |
| США (Billboard 200)                                                | 1              |
| Швейцария (Schweizer Hitparade)                                    | 1              |
| Швеция (Sverigetopplistan)                                         | 1              |
| Шотландия (Scottish Albums Chart)                                  | 1              |
| Финляндия (Suomen virallinen lista)                                | 2              |
| Франция (SNEP)                                                     | 1              |
| Чехия (ČNS IFPI)                                                   | 1              |
| Япония (Combined Albums, Oricon)                                   | 4              |
| Япония (Hot Albums, Billboard Japan)                               | 5              |

| Чарт (2024)                     | Позиция |
| ------------------------------- | ------- |
| Австралия (ARIA)                | 1       |
| Австрия (Ö3 Austria)            | 1       |
| Бельгия (Ultratop Flanders)     | 1       |
| Канада (Billboard)              | 1       |
| Дания (Hitlisten)               | 2       |
| Нидерланды (Album Top 100)      | 1       |
| Франция (SNEP)                  | 9       |
| Германия (Offizielle Top 100)   | 1       |
| Мир (Global Albums, IFPI)       | 1       |
| Новая Зеландия (RMNZ)           | 1       |
| Швейцария (Schweizer Hitparade) | 1       |
| Великобритания (UK Albums, OCC) | 1       |
| США Billboard 200               | 1       |

## Сертификации
| Регион                                                                      | Сертификация  | Продажи   |
| --------------------------------------------------------------------------- | ------------- | --------- |
| Австралия (ARIA)                                                            | 3× Платиновый | 210 000   |
| Австрия (IFPI Austria)                                                      | Золотой       | 7500      |
| Бельгия (BEA)                                                               | Платиновый    | 20 000    |
| Бразилия (ABPD)                                                             | 3× Платиновый | 120 000   |
| Канада (Music Canada)                                                       | 5× Платиновый | 400 000   |
| Дания (IFPI Danmark)                                                        | 2× Платиновый | 40 000    |
| Франция (SNEP)                                                              | Платиновый    | 100 000   |
| Германия (BVMI)                                                             | Платиновый    | 150 000   |
| Италия (FIMI)                                                               | Платиновый    | 50 000    |
| Новая Зеландия (RMNZ)                                                       | 4× Платиновый | 60 000    |
| Польша (ZPAV)                                                               | 2× Платиновый | 40 000    |
| Португалия (AFP)                                                            | Платиновый    | 7000      |
| Испания (PROMUSICAE)                                                        | 2× Платиновый | 80 000    |
| Швейцария (IFPI Switzerland)                                                | Платиновый    | 20 000    |
| Великобритания (BPI)                                                        | 3× Платиновый | 900 000   |
| США (RIAA)                                                                  | 6× Платиновый | 3,491,000 |
| Данные о продажах + прослушиваниях приведены только на основе сертификации. |               |           |

## История выхода
| Регион | Дата           | Формат                                                         | Издание                                                                        | Лейбл           | Ссылка          |
| ------ | -------------- | -------------------------------------------------------------- | ------------------------------------------------------------------------------ | --------------- | --------------- |
| Мир    | 19 апреля 2024 | Цифровые загрузки стриминг                                     | Стандартное                                                                    | Republic        | [ 263 ]         |
| Мир    | 19 апреля 2024 | Виниловая грампластинка (LP) компакт-кассета компакт-диск (CD) | Коллекционное делюксовое The Black Dog The Albatross The Bolter The Manuscript | Republic        | [ 263 ]         |
| Мир    | 19 апреля 2024 | Цифровые загрузки стриминг                                     | The Anthology                                                                  | Republic        | [ 23 ]          |
| США    | 19 апреля 2024 | Компакт-диск виниловая грампластинка                           | Target -эксклюзивное                                                           | Republic        | [ 264 ] [ 265 ] |
| Япония | 20 апреля 2024 | Компакт-диск                                                   | Стандартное Японское делюксовое                                                | Universal Japan | [ 266 ]         |
| США    | 17 мая 2024    | Цифровые загрузки                                              | «Who’s Afraid of Little Old Me? (First Draft Phone Memo)», бонусный трек       | Republic        | [ 267 ]         |
| США    | 17 мая 2024    | Цифровые загрузки                                              | «Cassandra (First Draft Phone Memo)», бонусный трек                            | Republic        | [ 268 ]         |
| США    | 17 мая 2024    | Цифровые загрузки                                              | «The Black Dog (First Draft Phone Memo)», бонусный трек                        | Republic        | [ 269 ]         |
| Япония | 17 мая 2024    | CD                                                             | The Black Dog The Albatross The Bolter                                         | Universal Japan | [ 270 ]         |
| США    | 23 мая 2024    | Цифровые загрузки                                              | «Loml (Live from Paris)», бонусный трек                                        | Republic        | [ 202 ]         |
| США    | 23 мая 2024    | Цифровые загрузки                                              | «My Boy Only Breaks His Favorite Toys (Live from Paris)», бонусный трек        | Republic        | [ 203 ]         |
| США    | 23 мая 2024    | Цифровые загрузки                                              | «The Alchemy x Treacherous Mashup (Live from Paris)», бонусный трек            | Republic        | [ 204 ]         |
| США    | 31 мая 2024    | CD                                                             | «But Daddy I Love Him», акустический бонусный трек                             | Republic        | [ 35 ]          |
| США    | 1 июня 2024    | CD                                                             | «Down Bad», акустический бонусный трек                                         | Republic        | [ 36 ]          |
| США    | 1 июня 2024    | CD                                                             | «Guilty as Sin?», акустический бонусный трек                                   | Republic        | [ 37 ]          |
| Мир    | 10 июня 2024   | CD                                                             | Fresh Out the Slammer, Fortnight (акустическая версия)                         |                 | [ 205 ] [ 206 ] |
| Мир    | 12 июля 2024   | Цифровые загрузки                                              | Guilty as Sin?, How Did It End?, Peter (концертная запись из Стокгольма)       |                 | [ 205 ] [ 206 ] |
| Мир    | 3 августа 2024 | Цифровые загрузки                                              | My Boy Only Breaks His Favorite Toys (Первый черновик телефонной записки)      |                 | [ 205 ] [ 206 ] |
| Мир    | 29 ноября 2024 | CD винил, LP                                                   | The Anthology                                                                  |                 | [ 41 ]          |

### Комментарии
1. ↑  Отдел (кафедра) измученных поэтов
2. ↑  Формально концерт проходил в Нантере, столичном пригороде, но большинство СМИ сообщили, что место проведения концерта — Париж[31][32][33]
3. ↑  Бет Гаррабрант известна по её работам над оформлением альбомов Свифт с 2020 года: Folklore, Evermore, Fearless (Taylor's Version), Red (Taylor's Version), Midnights, Speak Now (Taylor's Version), 1989 (Taylor's Version) и The Tortured Poets Department[82][83][84][85].
4. ↑  Критики Pitchfork оценили стандартное издание на 6.6/10, а The Anthology получил 6.0/10[98].
5. ↑  Роб Шеффилд из Rolling Stone дал стандартному изданию 5/5[99] и для The Anthology поставил 4/5[76].
6. ↑  До The Tortured Poets Department не менее 10 недель подряд на первом месте Billboard 200 провели One Thing at a Time (2023, Морган Уоллен), Dangerous: The Double Album (2021), Whitney (1987, Уитни Хьюстон) и Songs in the Key of Life (1976, Стиви Уандер).
7. ↑  Тейлор Свифт стала пятым музыкантом в истории, чьи три или более альбома провели 10 и более недель на первом месте. Ранее этого удалось достичь Уитни Хьюстон (три альбома, в 1986—93 годах; Whitney Houston с 14 неделями в 1986 году, Whitney с 11 в 1987 и саундтрек The Bodyguard с 20 неделями в 1992—93), The Beatles (четыре, в 1964—67 годах; Meet the Beatles! с 11 в 1964, саундтрек A Hard Day’s Night с 14 в 1964, Sgt. Pepper’s Lonely Hearts Club Band с 15 в 1967 и Abbey Road с 11 в 1969-70), The Kingston Trio (три, в 1959—69 годах; The Kingston Trio at Large с 15 в 1959, Sold Out с 12 в 1960 и String Along с 10 в 1960) и Элвисом Пресли (четыре, в 1956—61 годах; его эпонимичный альбом с 10 в 1956, саундтрек Loving You с 10 в 1957, саундтрек G.I. Blues с 15 в 1960—61 и саундтрек Blue Hawaii с 20 в 1961—62)[173].
8. ↑  С каждого из последних 8 подряд студийных альбомов с новым материалом Свифт был хотя бы один сингл номер один в Billboard Hot 100 (у Рианны таковых было семь, у Свифт седьмым был Midnights):

  - The Tortured Poets Department — «Fortnight» (feat. Post Malone), 2024
  - Midnights — «Anti-Hero» 2022
  - Evermore — «Willow», 2020
  - Folklore — «Cardigan», 2020
  - Lover — «Cruel Summer», 2023 (оригинальный релиз был в 2019)
  - Reputation — «Look What You Made Me Do», 2017
  - 1989 — «Shake It Off», «Blank Space», «Bad Blood» (feat. Kendrick Lamar), 2014—15
  - Red — «We Are Never Ever Getting Back Together», 2012[182].
9. ↑  С 13 альбомами номер один в Австралии Тейлор Свифт теперь первая среди женщин. Тейлор обошла Мадонну и заняла третье место в списке исполнителей, чьи альбомы чаще всего лидировали в чарте Австралии. Джимми Барнс лидирует с 15 сольными альбомами (ещё пять у него было с группой Cold Chisel), за ним следуют Beatles с 14[192].
10. ↑  Альбом The Tortured Poets Department сместил с вершины Lover, другой диск Свифт, которая с 2023 года стала единственной, кто смог заменить свой же альбом на № 1 в Австралии. Ранее она уже смещала свои же альбомы с первого места в Австралии два раза: в 2023 году альбом Speak Now (Taylor’s Version) заменил Midnights на № 1, а в марте 2024 года Lover заменил Midnights[193].
11. ↑  Всего в чарт Billboard Hot 100 попали 32 песни Свифт — все 31 из делюкс-издания альбома The Tortured Poets Department плюс «Cruel Summer», что является самым большим показателем для женщины за одну неделю. Больше песен в чарте за одну неделю было только у Моргана Уоллена: 36 — в чарте от 18 марта 2023 года, когда его альбом One Thing at a Time занял первое место в Billboard 200. Но, если на той неделе Уоллен дебютировал в Hot 100 с 27 песнями, то 31 дебют Свифт на этой неделе является самым большим за всю историю чарта[182].
12. ↑  В хит-параде США Billboard Hot 100 4 мая 2024 года все верхние 14 мест заняли песни Свифт (ранее рекорд в 10 верхних мест Hot 100 также принадлежал Свифт в чарте от 5 ноября 2022 года, когда она стала первым музыкантом, занявшим всю лучшую десятку песен):
 № 1, «Fortnight» (feat. Post Malone)

№ 2, «Down Bad»

№ 3, «I Can Do It With a Broken Heart»

№ 4, «The Tortured Poets Department»

№ 5, «So Long, London»

№ 6, «My Boy Only Breaks His Favorite Toys»

№ 7, «But Daddy I Love Him»

№ 8, «Florida!!!» (feat. Florence + The Machine)

№ 9, «Who’s Afraid of Little Old Me?»

№ 10, «Guilty as Sin?»

№ 11, «Fresh Out the Slammer»

№ 12, «loml»

№ 13, «The Alchemy»

№ 14, «The Smallest Man Who Ever Lived»[182].
13. ↑  Ниже 14-го места расположились другие треки Свифт: № 20, «I Can Fix Him (No Really I Can)»;
№ 21, «Clara Bow»;
№ 23, «thanK you aIMee»;
№ 24, «So High School»;
№ 25, «The Black Dog»;
№ 26, «imgonnagetyouback»;
№ 30, «The Albatross»;
№ 32, «The Prophecy»;
№ 34, «I Hate It Here»;
№ 35, «How Did It End?»;
№ 36, «Chloe or Sam or Sophia or Marcus»;
№ 39, «I Look in People’s Windows»;
№ 41, «Cruel Summer»;
№ 44, «Cassandra»;
№ 46, «Peter»;
№ 47, «The Bolter»;
№ 51, «The Manuscript»;
№ 55, «Robin»
14. ↑  Сингл «Fortnight» стал для Свифт 12-м лидером чарта Billboard Hot 100 и теперь Свифт делит пятое место вместе с Мадонной и группой The Supremes, уступая лишь Майклу Джексону (13), Дрейку (13), Рианне (14), Мэрайи Кэри (19), The Beatles (20)[182].
15. ↑  Продажи The Tortured Poets Department в США по состоянию на январь 2025 года[185]
16. ↑  Физическое издание The Anthology включает четыре бонус-трека.